# Gianna Hablützel-Bürki
Gianna Hablützel-Bürki, född den 22 december 1969 i Basel, Schweiz, är en schweizisk fäktare som bland annat ingick i det schweiziska lag som tog OS-silver i damernas lagtävling i värja i samband med de olympiska fäktningstävlingarna 2000 i Sydney.